# Paul Bloch
Paul Bloch (Brooklyn, 17 de julho de 1939 — Estados Unidos, 25 de maio de 2018) foi um publicitário e assessor de imprensa norte-americano.